# Radeberger Gruppe
Radeberger Gruppe är Oetker-gruppens dryckesbolag som kontrollerar de olika varumärkena och tillverkningen. I koncernen ingår bland annat Radeberger Pilsner, Jever, Freiberger, Allgäuer Brauhaus, Schöfferhofer Weizen, Selters och Tucher. Radeberger Gruppe producerar drycker på 16 orter i Tyskland.
Radeberger Gruppe hette tidigare Binding-Gruppe sedan Dr. August Oetker KG köpte Binding-Brauerei 1952 och gjort det till koncernens dryckesdivision. 2002 antog man det nuvarande namnet efter ett av märkena som ingår, det välrenommerade Radeberger Exportbierbrauerei. 2004 köpte man Brau und Brunnen vilket innebar att bland annat märkena DAB och Schultheiss blev en del av sortimentet.

## Produktionsorter

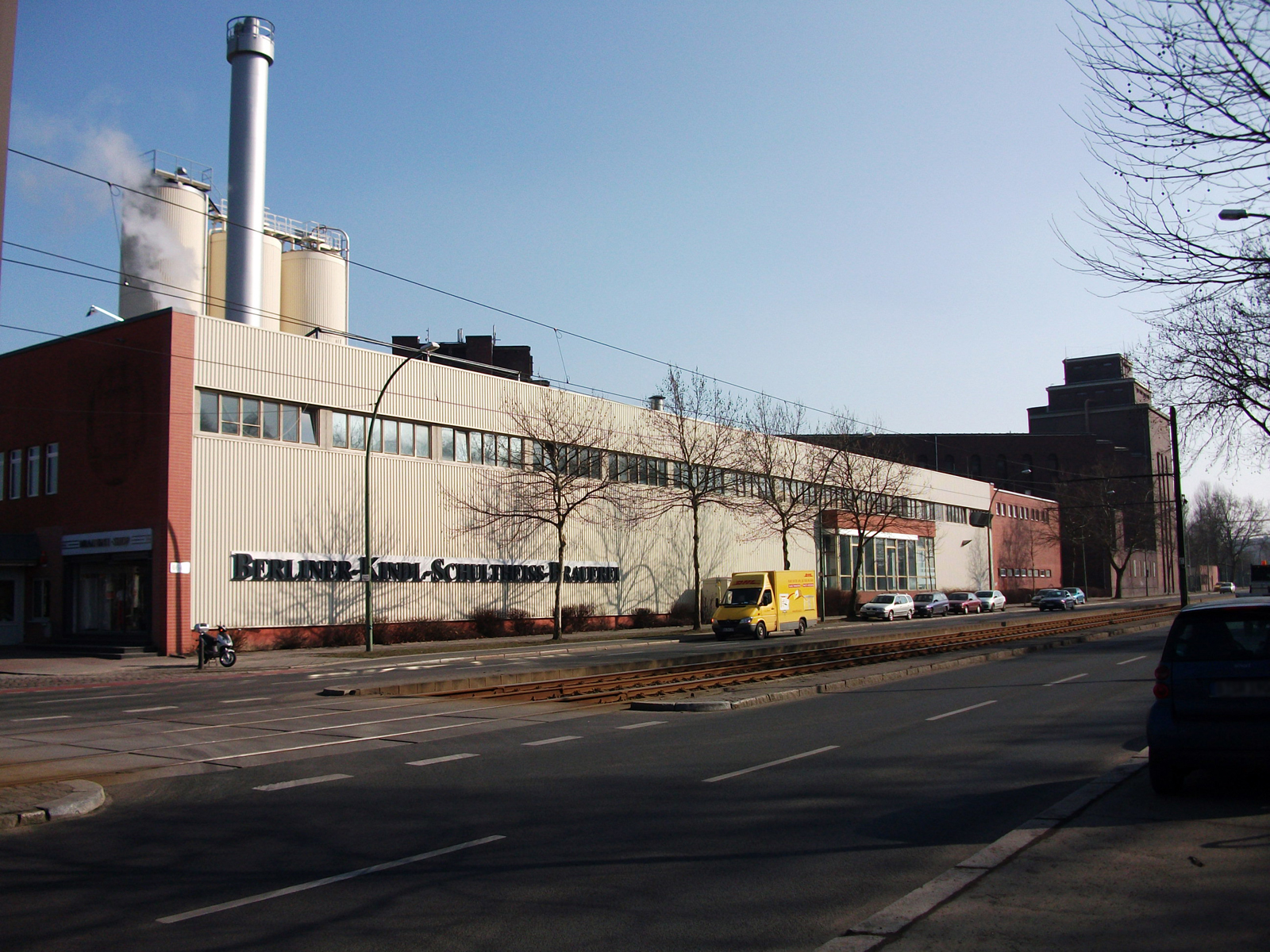
Berliner-Kindl-Schultheiss-Brauerei.

- Berliner-Kindl-Schultheiss-Brauerei, Berlin
  - Märken: Berliner Kindl, Schultheiss, Berliner Pilsner, Potsdamer Rex, Berliner Bürgerbräu
- Binding-Brauerei, Frankfurt am Main
  - Märken: Binding, Henninger
- Dortmunder Actien-Brauerei, Dortmund
  - Märken: DAB, Brinkhoff's, Dortmunder Union
- Freiberger Brauhaus GmbH, Freiberg
- Friesisches Brauhaus zu Jever, Jever
- Bionade GmbH, Ostheim vor der Rhön
- Hanseatische Brauerei Rostock, Rostock
- Haus Kölscher Brautradition, Köln
  - Märken: Gilden Kölsch, Küppers Kölsch, Sion Kölsch
- Krostitzer Brauerei, Krostitz
  - Märke: Ur-Krostitzer
- Leipziger Brauhaus zu Reudnitz, Leipzig
- Radeberger Exportbierbrauerei, Radeberg
- Stuttgarter Hofbräu, Stuttgart
- Tucher Bräu, Nürnberg/Fürth